# Team Scheisse
Team Scheisse est un groupe allemand de punk rock, originaire de Brême.

## Histoire
Après leur premier album auto-édité 8 Hobbies für den sozialen Abstieg et un split avec Elitepartner (tous deux sortis en 2020), ils sortent leur premier album studio officiel sur Soulforce Records, le label de l'équipe de producteurs KitschKrieg et Trettmann. En 2022, ils effectuent une tournée en Allemagne qui affichait largement complet. Au milieu de l'année 2022, Team Scheisse fait la première partie de Toten Hosen dans les villes de Flensbourg et Berlin, lors de leur tournée d'anniversaire pour les 40 ans du groupe. En 2023, le groupe sort son troisième album studio, intitulé 042124192799. Le quatrième album studio, 20 Jahre Drehorgel, sort en 2025.
Tobias Hausdorf atteste sur Zeit Online que le groupe « fait attention et est sensible à l'Internet », ce qui « se combine chez Team Scheiße [sic] avec une bonne vieille musique de démolition ». « Le groupe de Brême brille autant en concert que sur Instagram ». Linus Volkmann qualifiée le deuxième LP Ich habe dir Blumen von der Tanke mitgebracht (Jetzt wird geküsst) de « disque de l'année » dans sa chronique de Musikexpress du 2 décembre 2021. En 2022, Team Scheisse reçoit le prix de la culture pop en tant que « nouveau groupe le plus prometteur » pour l'album Ich habe dir Blumen von der Tanke mitgebracht (Jetzt wird geküsst).
Fin mars 2023, le groupe se produit avec le morceau FA comme acte final dans l'épisode Nuhr im Zweiten de ZDF Magazin Royale. Leur morceau intitulé Schmetterling est utilisé en 2023 dans la troisième saison de la série télévisée suisse Tschugger comme piste de crédit de l'épisode 3 Bill Geits. L'émission ttt - titel, thesen, temperamente présente le groupe dans son émission du 30 mars 2025. Le 9 avril 2025, Lulu Henn annonce sur Instagram que Team Scheisse s'était séparé d'elle. 

## Discographie

### Albums studio
- 2020 : 8 Hobbies für den sozialen Abstieg[9]
- 2020 : Team Scheisse x Elitepartner (split avec Elitepartner)
- 2021 : Ich habe dir Blumen von der Tanke mitgebracht (Jetzt wird geküsst) (38e en Allemagne[10])
- 2022 : 20:15 (EP)
- 2023 : 042124192799 (15e en Allemagne[10])
- 2025 : 20 Jahre Drehorgel (9e en Allemagne[10])

### Singles
- 2021 : Karstadtdetektiv
- 2022 : Frank
- 2022 : Erfurt
- 2022 : 20:15
- 2023 : Schmetterling
- 2023 : Elfmeterschießen
- 2023 : Safeword Einzelfall
- 2024 : Mittelfinger
- 2024 : Gucci
- 2025 : Lok
- 2025 : Pluto

## Distinctions
- 2022 : Preis für Popkultur (catégorie « nouveau groupe le plus prometteur »)[5]